# Anabel Montes Mier
Anabel Montes Mier (San Esteban de las Cruces, 1987) es una socorrista, capitana marítima y activista social española, que fue jefa de misión de la ONG Proactiva Open Arms y, posteriormente, jefa de rescates de Médicos Sin Fronteras.

## Trayectoria
Montes nació en 1987 en el parroquia asturiana de San Esteban de las Cruces, en el concejo de Oviedo. Se inició en el mundo acuático practicando la natación en el Club Natación Ciudad de Oviedo, este vínculo se mantuvo durante 11 años.
Cursó la educación obligatoria en un colegio de la orden de las Dominicas y, años después, comenzó los estudios superiores en la licenciatura de Historia, pero los abandonó antes de finalizar el cuarto curso. A nivel laboral, trabajó de socorrista acuática, primero como voluntaria en Cruz Roja, durante 12 años, de los cuales 8 estuvo en Asturias y los otros 4 en Barcelona. De forma paralela, fue completando su formación con cursos especializados de rescate en ríos y pantanos, así como la titulación de patrona de embarcaciones de recreo.
En diciembre de 2015, ingresó en la ONG Proactiva Open Arms, recién creada en aquel momento. Formando parte de esta organización lideró operaciones desde el mar y también participó activamente en la coordinación logística desde tierra. Los dos primeros años estuvo trabajando en la isla de Lesbos apoyando en el rescate marítimo de personas como patrona de embarcaciones rápidas y como coordinadora de la operación en la isla. En el Mar Mediterráneo participó en unas 15 misiones en los barcos Astral, Golfo Azzurro y Open Arms, mayoritariamente como patrona menos en las cuatro últimas que lo hizo como jefa de misión del Open Arms.
En agosto de 2019, estuvo a cargo del desembarco en Lampedusa de 160 refugiados que habían sido rescatados en las costas de Libia. Ante la negativa inicial de las autoridades italianas a permitir el desembarco, el barco quedó fondeando 19 días a la espera a 800 metros del astillero de Lampedusa, lo que provocó situaciones de angustia y tensión entre la tripulación hasta el punto de que algunos de los rescatados se tiraron al agua para intentar llegar nadando a la costa. Las tensiones políticas en materia migratoria se sucedieron durante y después del desembarco, ya fuera con la oposición frontal del vicepresidente y ministro del Interior italiano, Matteo Salvini, como con la vicepresidenta española Carmen Calvo, la cual anunció posibles sanciones a la ONG que podrían alcanzar los 900.000 euros.
En 2021, Montes dejó Open Arms para convertirse en coordinadora de Búsqueda y Rescate en el Mediterráneo central del buque Geo Barents de Médicos sin Fronteras. En 2022, testificó como jefa de misión de Open Arms en el juicio por secuestro y abuso de poder contra Matteo Salvini por impedir el desembarco de migrantes en Lampedusa en 2019.
El 13 de mayo de 2023, anunció su retirada de las labores de salvamento de migrantes en el Mar Mediterráneo después de años de sufrir acoso institucional por su labor. En 2024, comenzó a colaborar con la ONG italiana Emergency, como jefa de misión del barco Life Support.